# Bluffton (Indiana)
Bluffton é uma cidade localizada no estado americano de Indiana, no Condado de Wells.

## Demografia
Segundo o censo americano de 2000, a sua população era de 9536 habitantes. 
Em 2006, foi estimada uma população de 9463, um decréscimo de 73 (-0.8%).

## Geografia
De acordo com o United States Census Bureau tem uma área de 
17,1 km², dos quais 17,1 km² cobertos por terra e 0,0 km² cobertos por água. Bluffton localiza-se a aproximadamente 259 m acima do nível do mar.

## Localidades na vizinhança
O diagrama seguinte representa as localidades num raio de 20 km ao redor de Bluffton. 